# Blanc sobre blanc
Blanc sobre blanc (o en anglès White on White) és un quadre abstracte creat el 1918 pel pintor rus Kazimir Malèvitx. És un dels exemples més coneguts del moviment rus conegut com a suprematisme.
Les pinzellades són evidents en aquest quadre i l'artista volia fer que semblés com si el quadrat inclinat estigués sortint del llenç. La pintura, que es troba en el Museum of Modern Art de Nova York, va ser considerada ridícula en aquell temps.
Optimista sobre la Revolució Russa, Malèvitx creia que la nova llibertat obriria la porta a una nova societat, on el materialisme permès per la llibertat espiritual.